# Campionati del mondo di atletica leggera 2013 - 100 metri ostacoli
La gara dei 100 metri ostacoli femminili si è svolta tra venerdi 16 agosto e sabato 17 agosto 2013.

## Podio
| Pos.    | Atleta          | Nazionalità | Tempo |
| ------- | --------------- | ----------- | ----- |
| Oro     | Brianna Rollins | Stati Uniti | 12"44 |
| Argento | Sally Pearson   | Australia   | 12"50 |
| Bronzo  | Tiffany Porter  | Regno Unito | 12"55 |

## Situazione pre-gara

### Record
Prima di questa competizione, il record mondiale () e il record dei campionati () erano i seguenti.
| Record                | Prestazione | Atleta                    | Data                                  | Competizione              |
| --------------------- | ----------- | ------------------------- | ------------------------------------- | ------------------------- |
| Record mondiale       | 12"21       | Yordanka Donkova Bulgaria | 20 agosto 1988 Stara Zagora, Bulgaria |                           |
| Record dei campionati | 12"28       | Sally Pearson Australia   | 3 settembre 2011 Taegu, Corea del Sud | Campionati del mondo 2011 |

### Campioni in carica
I campioni in carica, a livello mondiale e continentale, erano:
| Campione | Atleta                  | Prestazione | Data                                  | Competizione               |
| -------- | ----------------------- | ----------- | ------------------------------------- | -------------------------- |
| Olimpico | Sally Pearson Australia | 12"35       | 7 agosto 2012 Londra, Regno Unito     | Giochi della XXX Olimpiade |
| Mondiale | Sally Pearson Australia | 12"28       | 3 settembre 2011 Taegu, Corea del Sud | Campionati del mondo 2011  |
| Europeo  | Nevin Yanıt Turchia     | 12"81       | 30 giugno 2012 Helsinki, Finlandia    | Campionati europei 2012    |

### La stagione
Prima di questa gara, gli atleti con le migliori tre prestazioni dell'anno erano:
| Pos. | Atleta                      | Prestazione | Data                                             |
| ---- | --------------------------- | ----------- | ------------------------------------------------ |
| 1    | Brianna Rollins Stati Uniti | 12"26       | 22 giugno 2013 Des Moines, Stati Uniti d'America |
| 2    | Queen Harrison Stati Uniti  | 12"43       | 22 giugno 2013 Des Moines, Stati Uniti d'America |
| 3    | Nia Ali Stati Uniti         | 12"48       | 22 giugno 2013 Des Moines, Stati Uniti d'America |

## Risultati
Legenda
| record mondiale; record mondiale stagionale; record africano; record asiatico; record europeo; record nord-centroamericano e caraibico; record sudamericano; record oceaniano; record dei campionati; record nazionale; record personale; record personale stagionale. |

### Batterie
Qualificazione: i primi quattro di ogni serie (Q) e i quattro tempi migliori tra gli esclusi (q) si qualificano alle semifinali.
| Pos. | Batteria | Corsia | Nome                      | Nazionalità       | Tempo | Note                                     |
| ---- | -------- | ------ | ------------------------- | ----------------- | ----- | ---------------------------------------- |
| 1    | 5        | 5      | Brianna Rollins           | Stati Uniti       | 12"55 | Q                                        |
| 2    | 2        | 7      | Sally Pearson             | Australia         | 12"62 | Q                                        |
| 3    | 2        | 6      | Cindy Billaud             | Francia           | 12"71 | Q                                        |
| 4    | 4        | 2      | Tiffany Porter            | Regno Unito       | 12"72 | Q                                        |
| 5    | 4        | 7      | Yuliya Kondakova          | Russia            | 12"76 | Q                                        |
| 6    | 4        | 4      | Dawn Harper               | Stati Uniti       | 12"84 | Q                                        |
| 7    | 1        | 6      | Angela Whyte              | Canada            | 12"93 | Q                                        |
| 8    | 2        | 3      | Anne Zagré                | Belgio            | 12"94 | Q                                        |
| 9    | 3        | 4      | Queen Harrison            | Stati Uniti       | 12"95 | Q                                        |
| 10   | 3        | 8      | Alina Talay               | Bielorussia       | 12"99 | Q                                        |
| 11   | 4        | 8      | Reïna-Flor Okori          | Francia           | 13"01 | Q                                        |
| 12   | 2        | 5      | Tatyana Dektyareva        | Russia            | 13"04 | Q                                        |
| 13   | 5        | 4      | Lavonne Idlette           | Rep. Dominicana   | 13"06 | Q                                        |
| 14   | 1        | 7      | Marzia Caravelli          | Italia            | 13"07 | Q                                        |
| 15   | 5        | 7      | Shermaine Williams        | Giamaica          | 13"09 | Q                                        |
| 16   | 3        | 3      | Danielle Williams         | Giamaica          | 13"11 | Q                                        |
| 17   | 3        | 6      | Jessica Zelinka           | Canada            | 13"15 | Q                                        |
| 18   | 1        | 3      | Nadine Hildebrand         | Germania          | 13"16 | Q                                        |
| 19   | 4        | 9      | Lina Flórez               | Colombia          | 13"16 | q                                        |
| 20   | 1        | 5      | Nia Ali                   | Stati Uniti       | 13"19 | Q                                        |
| 21   | 2        | 8      | Brigitte Merlano          | Colombia          | 13"20 | q                                        |
| 22   | 2        | 9      | Andrea Bliss              | Giamaica          | 13"20 | q                                        |
| 23   | 2        | 2      | Nooralotta Neziri         | Finlandia         | 13"23 | q                                        |
| 24   | 1        | 2      | Lucie Škrobáková          | Rep. Ceca         | 13"24 |                                          |
| 25   | 3        | 2      | Marina Tomić              | Slovenia          | 13"26 |                                          |
| 26   | 1        | 4      | Wu Shujiao                | Cina              | 13"29 |                                          |
| 27   | 3        | 7      | Anna Plotitsyna           | Ucraina           | 13"30 |                                          |
| 28   | 5        | 2      | Aleesha Barber            | Trinidad e Tobago | 13"33 | Q                                        |
| 29   | 5        | 3      | Veronica Borsi            | Italia            | 13"35 |                                          |
| 30   | 5        | 8      | Isabelle Pedersen         | Norvegia          | 13"43 |                                          |
| 31   | 4        | 6      | Kierre Beckles            | Barbados          | 13"47 |                                          |
| 32   | 3        | 5      | Noemi Zbären              | Svizzera          | 13"59 |                                          |
| 33   | 2        | 4      | Gnima Faye                | Senegal           | 13"66 |                                          |
| 34   | 1        | 8      | Hitomi Shimura            | Giappone          | 13"72 |                                          |
| 35   | 4        | 5      | Anastassiya Soprunova     | Kazakistan        | 13"85 |                                          |
| 36   | 4        | 3      | Salma Emam Abou El-Hassan | Egitto            | 14"38 | Miglior prestazione personale stagionale |
|      | 5        | 6      | Sara Aerts                | Belgio            | dq    |                                          |

### Semifinale
Qualificazione: i primi due di ogni serie (Q) e i due tempi migliori tra gli esclusi (q) si qualificano alla finale.
| Pos. | Batteria | Corsia | Nome               | Nazionalità       | Tempo | Note                                     |
| ---- | -------- | ------ | ------------------ | ----------------- | ----- | ---------------------------------------- |
| 1    | 3        | 5      | Sally Pearson      | Australia         | 12"50 | Q                                        |
| 2    | 2        | 4      | Brianna Rollins    | Stati Uniti       | 12"54 | Q                                        |
| 3    | 3        | 4      | Dawn Harper        | Stati Uniti       | 12"61 | Q                                        |
| 4    | 1        | 4      | Tiffany Porter     | Regno Unito       | 12"63 | Q                                        |
| 5    | 3        | 6      | Queen Harrison     | Stati Uniti       | 12"71 | q                                        |
| 6    | 2        | 5      | Yuliya Kondakova   | Russia            | 12"73 | Q                                        |
| 7    | 1        | 6      | Angela Whyte       | Canada            | 12"76 | Q                                        |
| 8    | 2        | 7      | Cindy Billaud      | Francia           | 12"78 | q                                        |
| 9    | 3        | 7      | Alina Talay        | Bielorussia       | 12"82 |                                          |
| 10   | 1        | 2      | Nia Ali            | Stati Uniti       | 12"83 |                                          |
| 11   | 1        | 7      | Lavonne Idlette    | Rep. Dominicana   | 12"91 |                                          |
| 12   | 3        | 8      | Tatyana Dektyareva | Russia            | 12"91 | Miglior prestazione personale stagionale |
| 13   | 1        | 3      | Andrea Bliss       | Giamaica          | 12"92 |                                          |
| 14   | 2        | 8      | Shermaine Williams | Giamaica          | 12"93 | Miglior prestazione personale stagionale |
| 15   | 2        | 2      | Lina Flórez        | Colombia          | 13"01 |                                          |
| 16   | 1        | 8      | Nadine Hildebrand  | Germania          | 13"04 |                                          |
| 17   | 2        | 3      | Nooralotta Neziri  | Finlandia         | 13"04 | Record nazionale                         |
| 18   | 1        | 5      | Marzia Caravelli   | Italia            | 13"06 |                                          |
| 19   | 2        | 9      | Jessica Zelinka    | Canada            | 13"12 |                                          |
| 20   | 3        | 9      | Danielle Williams  | Zambia            | 13"13 |                                          |
| 21   | 1        | 9      | Reïna-Flor Okori   | Francia           | 13"15 |                                          |
| 22   | 3        | 2      | Brigitte Merlano   | Colombia          | 13"22 |                                          |
| 23   | 3        | 3      | Aleesha Barber     | Trinidad e Tobago | 13"52 |                                          |
|      | 2        | 6      | Anne Zagré         | Belgio            | dq    |                                          |

### Finale
| Pos. | Corsia | Nome             | Nazionalità | Tempo | Note                                     |
| ---- | ------ | ---------------- | ----------- | ----- | ---------------------------------------- |
|      | 7      | Brianna Rollins  | Stati Uniti | 12"44 |                                          |
|      | 6      | Sally Pearson    | Australia   | 12"50 | Miglior prestazione personale stagionale |
|      | 4      | Tiffany Porter   | Regno Unito | 12"55 | Miglior prestazione personale            |
| 4    | 5      | Dawn Harper      | Stati Uniti | 12"59 |                                          |
| 5    | 2      | Queen Harrison   | Stati Uniti | 12"73 |                                          |
| 6    | 9      | Angela Whyte     | Canada      | 12"78 |                                          |
| 7    | 3      | Cindy Billaud    | Francia     | 12"84 |                                          |
| 8    | 8      | Yuliya Kondakova | Russia      | 12"86 |                                          |